# Irénée Carré
Pour les articles homonymes, voir Carré (homonymie).
Jean-Baptiste Irénée Carrée, appelé également Irénée Carré, né le 27 septembre 1829 et décédé le 3 juillet 1909) à Sormonne dans le département des Ardennes, est un enseignant et inspecteur général de l'enseignement primaire en France.
Pédagogue et inspecteur renommé, il est l'auteur de divers manuels et le promoteur de démarches pédagogiques destinées à l'école primaire. Il a eu  notamment un rôle déterminant d'une part dans la conception de l'enseignement de la langue française, mettant en avant la méthode directe, et d'autre part dans la mise en place du certificat d'études, qui deviendra un diplôme mythique pour des générations d'élèves pendant un siècle.

## Biographie

### Ses origines

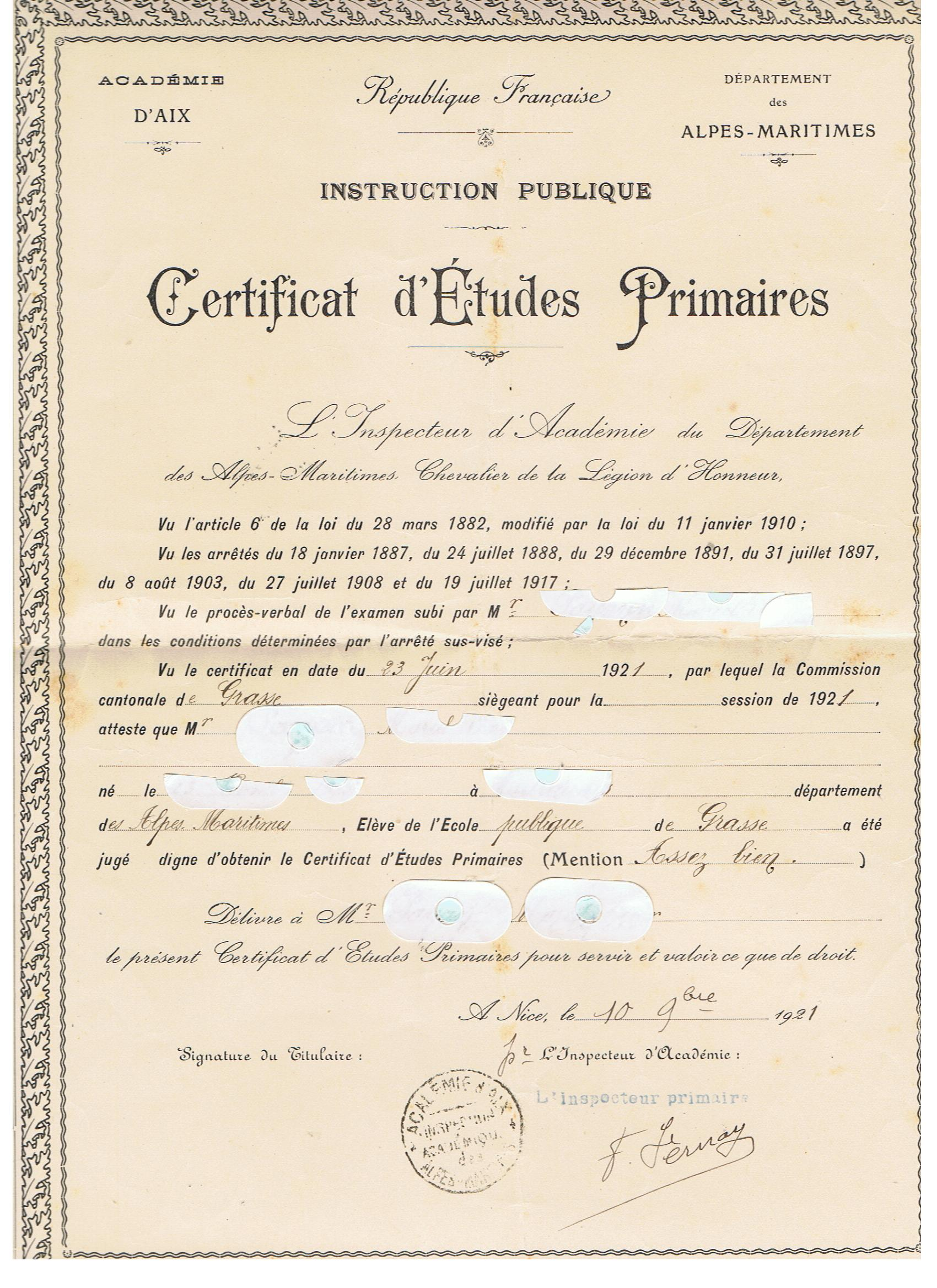
Diplôme de certificat d'études en 1921.

Fils de Jean-Louis Carré et de Jeanne Marguerite Jacquemart, (1er à l'agrégation de grammaire en 1862, deux fois admissible à l'agrégation de philosophie en 1863 et 1865 (échec en 1863 en raison du décès de sa seconde épouse), Jean Baptiste Irénée Carré choisit l'enseignement et connaît une évolution rapide : maître d'études au collège Stanislas de Paris en juin 1850, maître d'études au lycée de Tours en août 1850, maître répétiteur au même lycée en septembre 1853, régent de logique au collège de Blois en décembre 1853, chargé de logique au lycée de Saint-Quentin en 1857, professeur chargé de logique en 1862, suppléant de philosophie au lycée de Rennes en août 1863, professeur chargé de troisième au lycée de Douai en septembre 1864.
En décembre 1869, il est nommé inspecteur d'académie à Vesoul, puis à Moulins en septembre 1872.Le 13 mars 1873,après plusieurs demandes de retour dans les Ardennes en raison de ses attaches familiales et à la suite du décès de l'inspecteur d'académie en place Kremp décédé, le ministre prend la décision de le muter à Mézières
Veuf à deux reprises (décès de sa première épouse, Jeanne Victoire Villain, en 1859 à l'âge de 26 ans et demi, et décès de sa seconde épouse Clotilde Dumonchel à l'âge de 23 ans, fille de l'inspecteur d'académie de l'Aisne, Jean-François Dumonchel en 1863), il épouse le 14 mars 1866 la sœur de cette dernière, Aurélie Gabrielle Dumonchel. Ils auront trois enfants.

### Les premiers apports pédagogiques et la promotion du certificat d'études
Le 28 juillet 1873, Carré présente au conseil départemental des Ardennes un projet d'organisation pédagogique des écoles primaires dont un examen, le certificat d'études primaires, sanctionnerait l'aboutissement. Le conseil départemental ayant donné son approbation, ce projet est mis à exécution dès la rentrée scolaire 1873-1874. 
En fait, depuis 1866, une circulaire de Victor Duruy recommandait aux recteurs d'organiser un tel examen, assorti d'un véritable diplôme.   Mais son application était contrariée par un débat non tranché entre les deux objectifs possibles de ce  diplôme : vérifier auprès de l'ensemble des élèves l'acquisition des connaissances de base, ou bien sélectionner les meilleurs. Le choix était déterminant sur le contenu et l'organisation de l'examen. La hiérarchie de l’enseignement primaire marquait sa préférence pour un certificat d’études largement distribué, mais elle n’arrivait pas à surmonter les contradicteurs favorables à une forme d’élitisme. Non seulement le certificat d’études n’était décerné, dans la plupart des départements, qu’à une minorité, mais seule une sélection d'élèves était présentée.
L'expérience ardennaise est remarquée par Ferdinand Buisson, appelé par Jules Ferry, à la direction de l’Enseignement primaire, et elle va être déterminante dans le contour retenu en définitive pour ce fameux certificat d'études primaires,. Cet examen, appelé familièrement le certif, sera étendu à toute la France, en 1882, et tous les élèves pourront s'y présenter. Pour plusieurs générations d'élèves, il constituera le premier examen de la scolarité, et quelquefois le seul diplôme. Il ne disparaîtra que dans les années 1970.
En 1882, un décret du président de la République appelle aussi Irénée Carré à l'inspection générale.

### La création de la Méthode Directe d'enseignement d'une langue

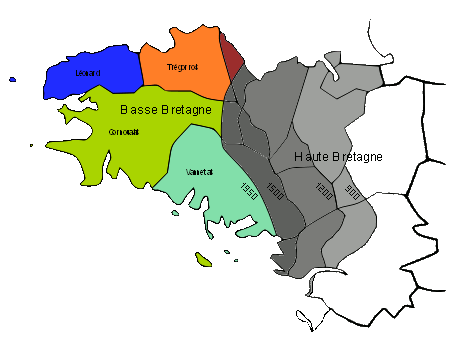
La Basse-Bretagne de langue bretonne en couleurs.

En 1886, il est missionné pour inspecter les écoles de Basse-Bretagne, et consacre la dernière partie de sa carrière à travailler sur l'apprentissage du français dans cette région dont une grande partie de la population ne parlait que breton. Les principes de cette méthode apparaissent pour la première fois en 1888, dans un de ses articles pour la Revue pédagogique. 
Il met en avant une méthode qu'il nomme méthode directe ou méthode maternelle. L'instituteur doit en effet procéder comme la mère de famille qui, pour apprendre à parler à son bébé, va directement de l’objet au mot, et du simple au complexe. Le recours à une traduction en langue régionale doit être proscrit : L'élève qui ne fait que traduire n'arrive pas à penser dans la langue qu'il apprend. Le maître doit s'efforcer, après avoir montré un objet, ou à défaut sa représentation, et l’avoir nommé, de le faire répéter à l’élève directement dans la langue française. L'apprentissage de l'écrit ne vient qu'après. L'enseignant est, en outre, invité à constituer dans les locaux de la classe une collection d’objets usuels que les élèves doivent apprendre à nommer en français. La méthode se veut concrète et pratique.
Dès l’année suivante, le ministère de l’Instruction publique reprend cette méthode directe dans un manuel scolaire, largement diffusé, destiné aux provinces où les populations ne parlent pas ou peu français, mais une langue régionale ou un patois, et où une majorité d'enfant arrive en classe sans comprendre ni parler la langue française officielle. 
La Ligue de l'enseignement, très influente, se déclare favorable à cette méthode dès son congrès d'octobre 1893.
Cette approche, qu'il n'a probablement pas inventée mais qu'il a su aménager, expliquer et divulguer, aura effectivement un grand succès et sera étendue aux colonies françaises.
Mais dans son application en Bretagne par les instituteurs, hussards noirs de la République, et par les inspecteurs d'académie, cette approche se traduit par une interdiction excessive de parler breton. L'usage de la langue régionale est pourfendu et moqué. Une des pratiques consistait à remettre aux enfants fautifs d'avoir utilisé la langue régionale un objet symbolique (un sabot par exemple) dont il ne pouvait se débarrasser qu’en dénonçant un autre camarade fautif pour les mêmes raisons. Irénée Carré, informé de ces procédés leur récuse toute valeur pédagogique. « Singulier moyen », écrit-il  « de leur apprendre une langue et de la leur faire aimer ! Singulier moyen d’éducation aussi, que cet espionnage continuel, avec ces délations qu’il amenait nécessairement. ». 
Pour autant, l'inspecteur général est imbibé de l'idéologie patriotique et centralisatrice qui prédomine alors, dans les élites de gauche ou de droite, après la défaite de 1870. Et il se montre condescendant, dans ses écrits,  pour la culture et la langue bretonne : une langue morte, une langue dont l'orthographe n'est pas fixée, etc.. 
Irénée Carré exerce à l'inspection générale jusqu'à sa retraite en 1892. Inspecteur honoraire, il continue à proposer des sujets au certificat d'études.
Il a notamment été nommé Officier de la Légion d'honneur et Officier de l'instruction Publique.

## Pour approfondir
- Enseignement
- Directeur académique des services de l'Éducation nationale
- Pédagogie